# Aboubacar Keita
Aboubacar Keita (New York, 6 aprile 2000) è un calciatore statunitense, difensore del Columbus Crew 2.

## Caratteristiche tecniche
È un difensore centrale.

## Carriera

### Club
Cresciuto nel Columbus Crew, il 5 gennaio 2022 viene acquistato dal Colorado Rapids per 300 mila dollari che possono arrivare anche 450 mila dollari a compimento di determinati obiettivi.

### Nazionale
Con la nazionale Under-20 statunitense ha preso parte al Campionato mondiale di calcio Under-20 2019.

## Palmarès

### Competizioni nazionali
- Campionato MLS: 1

Columbus Crew: 2020

### Competizioni internazionali
- Campeones Cup: 1

Columbus Crew: 2021